# Thám tử lừng danh Conan: Bóng ma đường Baker
Thám tử lừng danh Conan: Bóng ma đường Baker (名探偵コナン ベイカー 街 の亡霊 Meitantei Konan: Beikā Sutorīto no Bōrei) là bộ phim hoạt hình chính thứ sáu của bộ truyện tranh Thám tử lừng danh Conan với thám tử chính là Shinichi Kudo. Tại Việt Nam, phim được phát sóng trên HTV3 vào ngày 1 tháng 1 năm 2017.

## Nội dung

Logo phim tại HTV3

Với sự phát triển của công nghệ, một trò chơi mới được ra đời và được dành cho các con nhà giàu của Nhật Bản trong một buổi lễ. Đội thám tử nhí thông minh đã lấy ra những thẻ bài Yaiba để đổi lấy những huy hiệu để được tham gia. Cùng lúc đó, một án mạng xảy ra với ám hiệu nạn nhân để lại là J, T, R. Conan hiểu ý nghĩa của nó và quyết định vào trong trò chơi bằng chiếc huy hiệu Agasa đưa cho để giải quyết vấn đề. Tuy nhiên, đây là một trò chơi vô cùng khó và cực kỳ nguy hiểm. Phải có một người chiến thắng thì mới cứu được tất cả mọi người. Nếu không tất cả mọi người đều phải chết.
Conan và đội thám tử nhí cùng một số cậu bé đã chọn trò chơi ở London cổ xưa. Ở đây, họ phải truy tìm và ngăn chặn tên sát nhân Jack the Ripper (JTR), và họ phải tìm được người trợ giúp, người đó không ai khác đó là thám tử tài ba Sherlock Holmes, nhưng không may là ông lại đi vắng. Tuy nhiên bà hầu gái đã cho nhóm Conan vào để chờ Holmes về, nhân cơ hội đó, Conan cùng mọi người tìm hiểu nhiều manh mối về Jack The Ripper và họ biết được người có liên quan đến Jack chính là giáo sư Moriaty - Napoléon của tội phạm. Sau một cuộc chiến đấu ở quán rượu, họ gặp được giáo sư Moriaty. Ông ta tiết lộ rằng Jack đồ tể đã vượt ngoài tầm kiểm soát của ông ta và đề nghị nhóm Conan hợp tác nếu muốn. Ông ta sẽ ra lệnh cho Jack đồ tể sát hại mục tiêu tiếp theo, đó là Irene Adler, cô gái Holmes yêu (có tạo hình giống Yukiko Kudo, mẹ Kudo Shinichi (Bây giờ là Edogawa Conan)).
Sau khi bảo vệ được Irene Adler, Ran, Conan và cậu bé Hideki Morobishi đuổi theo Jack lên tàu để vạch mặt hắn. Ran chấp nhận hi sinh để kéo theo Jack xuống vực thẳm. Không thể dừng con tàu lại, Conan gần như tuyệt vọng, khi đó Sherlock Holmes bất ngờ xuất hiện và gợi ý cho Conan rằng "cậu vẫn chưa đẫm máu nên đừng bỏ cuộc", Conan hiểu ra liền cùng Hideki đã đập hết tất cả các thùng rượu vang đỏ trên tàu và nhờ dòng rượu để tránh thương tích khi tàu va chạm.
Sau khi dành chiến thắng tuyệt đối, Conan đã phát hiện ra thân phận thật của Hideki chính là Hiroki Sawada - người đã tạo ra trò chơi này, và Hiroki cũng biết thân phận của Conan chính là Shinichi Kudo, và Hiroki đã đưa Conan thoát khỏi trò chơi.
Đồng thời lúc đó, bố Conan - Yusaku Kudo đã phá vụ án mạng ở buổi lễ và còn biết được hung thủ thực sự. Kẻ đã sát hại nạn nhân là hậu duệ của JTR. Hung khí sở dĩ không được tìm thấy dù có cổng quét kim loại là do nó là một con dao nằm ngay trong buổi lễ, vẫn còn mang theo dấu vân tay.
Câu chuyện kết thúc khi hai bố con đã gặp nhau và trò chuyện trong tích tắc.

## Phân vai

### Diễn viên tiếng Nhật
- Minami Takayama - Conan Edogawa
- Kappei Yamaguchi - Shinichi Kudo
- Hideyuki Tanaka - Yusaku Kudo
- Akira Kamiya - Kogoro Mouri
- Wakana Yamazaki - Ran Mouri
- Megumi Hayashibara - Ai Haibara
- Chafurin - Thanh tra Megure
- Atsuko Yuya - Miwako Satou
- Naoko Matsui - Sonoko Suzuki
- Takagi Wataru - Genta Kojima và Takagi
- Yukiko Iwai - Ayumi Yoshida
- Ikue Ohtani - Mitsuhiko Tsuburaya
- Kazuhiko Inoue - Ninzaburo Shiratori
- Kenichi Ogata - Hiroshi Agasa
- Ai Orikasa - Hiroki Sawada
- Rikako Aikawa - Noboru Emori
- Jou Fujimoto - Sebastian Moran
- Kei Hayami - Bà Hudson
- Sho Hayami - Jack the Ripper
- Hiroaki Hirata - Tadaki Kashimura
- Kiyoshi Kobayashi - James Moriarty
- Megumi Ogata - Hideki Moroboshi
- Mitsuki Saiga - Seichiro Kikukawa
- Sumi Shimamoto - Irene Adler
- Urara Takano - Shinya Takizawa
- Masane Tsukayama - Thomas Schindler

### Diễn viên tiếng Anh
- Alison Viktorin - Conan Edogawa
- Jerry Jewell - Kudo Shinichi
- John Swasey - Yusaku Kudo
- R. Bruce Elliott - Kogoro Mori
- Colleen Chinkenbeard - Ran Mori
- Brina Palencia - Ai Haibara
- Mark Stoddard - Joseph Meguire
- Laura Bailey - Sonoko Suzuki
- Mike McFarland - Genta Kojima
- Monical Rial - Ayumi Yoshida
- Cynthia Cranz - Mitch Tsuburaya
- Eric Vale - Santos
- Bill Flynn - Hiroshi Agasa
- Laurie Steele - Irene Adler

### Diễn viên tiếng Việt (HTV3)
- Hoàng Khuyết - Conan Edogawa
- Thúy Hằng - Ran Mouri
- Ái Phương- Irene Alder
- Trần Vũ - Kogoro Mouri
- Ngọc Quyên - Sonoko Suzuki
- Chơn Nhơn - Hiroshi Agasa
- Kim Ngọc - Ayumi Yoshida
- Chánh Tín - Mitsuhiko Tsuburaya
- Thiện Trung - Genta Kojima
- Trí Luân - Thanh tra Megure
- Tuấn Anh - Ninzaburo Shiratori
- Tất My Ly - Kudo Yusaku
- Huyền Trang - Kudo Yukiko
- Hạnh Phúc - Thomas Schindler
- Kiêm Tiến - Giáo sư Moriarty/Bác sĩ John H. Waston
- Kim Anh - Moroboshi Hideki
- Quang Tuyên - Hiroki Sawada
- Minh Vũ - Takizawa Shinya
- Hoài Thương - Emori Akira
- Thùy Tiên - Kikukawa Seiichiro
- Linh Phương - Shimizu
- Tấn Phong - Đại tá Moran
- Kiều Oanh - Bà Hudson